# Bois-Himont
Bois-Himont ist eine französische Gemeinde mit 447 Einwohnern (Stand: 1. Januar 2022) im Département Seine-Maritime in der Region Normandie. Sie gehört zum Arrondissement Rouen und zum Kanton Yvetot. Sie ist Mitglied des Gemeindeverbandes Communauté de communes Yvetot Normandie. Die Einwohner werden Bois-Himontois und Bois-Himontoises genannt.

## Geografie
Bois-Himont liegt westlich des Zentrums des Départements, etwa 33 Kilometer westnordwestlich von Rouen in der Landschaft Pays de Caux. Nachbargemeinden von Bois-Himont sind Allouville-Bellefosse im Norden und Westen, Valliquerville im Norden, Auzebosc im Nordosten, Louvetot im Osten und Südosten, Maulévrier-Sainte-Gertrude im Süden, Saint-Gilles-de-Crétot im Südwesten sowie Saint-Aubin-de-Crétot im Westen.

## Bevölkerungsentwicklung
| 1962                       | 1968 | 1975 | 1982 | 1990 | 1999 | 2006 | 2013 | 2020 |
| -------------------------- | ---- | ---- | ---- | ---- | ---- | ---- | ---- | ---- |
| 181                        | 193  | 182  | 312  | 334  | 392  | 434  | 465  | 469  |
| Quellen: Cassini und INSEE |      |      |      |      |      |      |      |      |

## Sehenswürdigkeiten
- Pfarrkirche Saint-Laurent mit einem Eingang aus dem 12. Jahrhundert, Nordwand des Langhauses aus dem 16. Jahrhundert, Langhaus und Chor aus dem 18. Jahrhundert
- Kapelle Saint-Guillaume-du-Désert, vermutlich aus dem 15. Jahrhundert, 1828 umgestaltet
- Schloss aus dem 18. Jahrhundert, vergrößert und restauriert zu Beginn des 20. Jahrhunderts

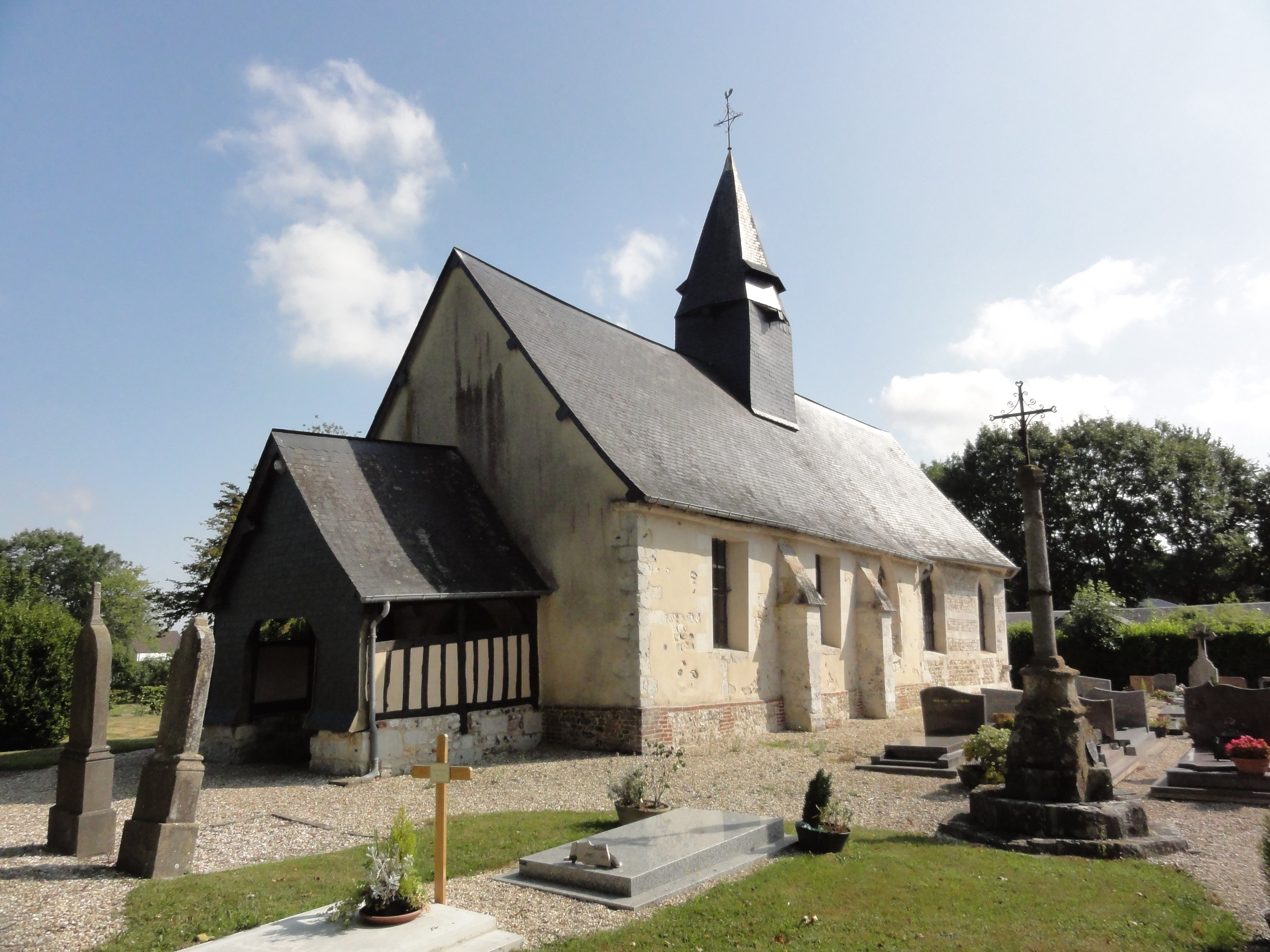
Pfarrkirche Saint-Laurent
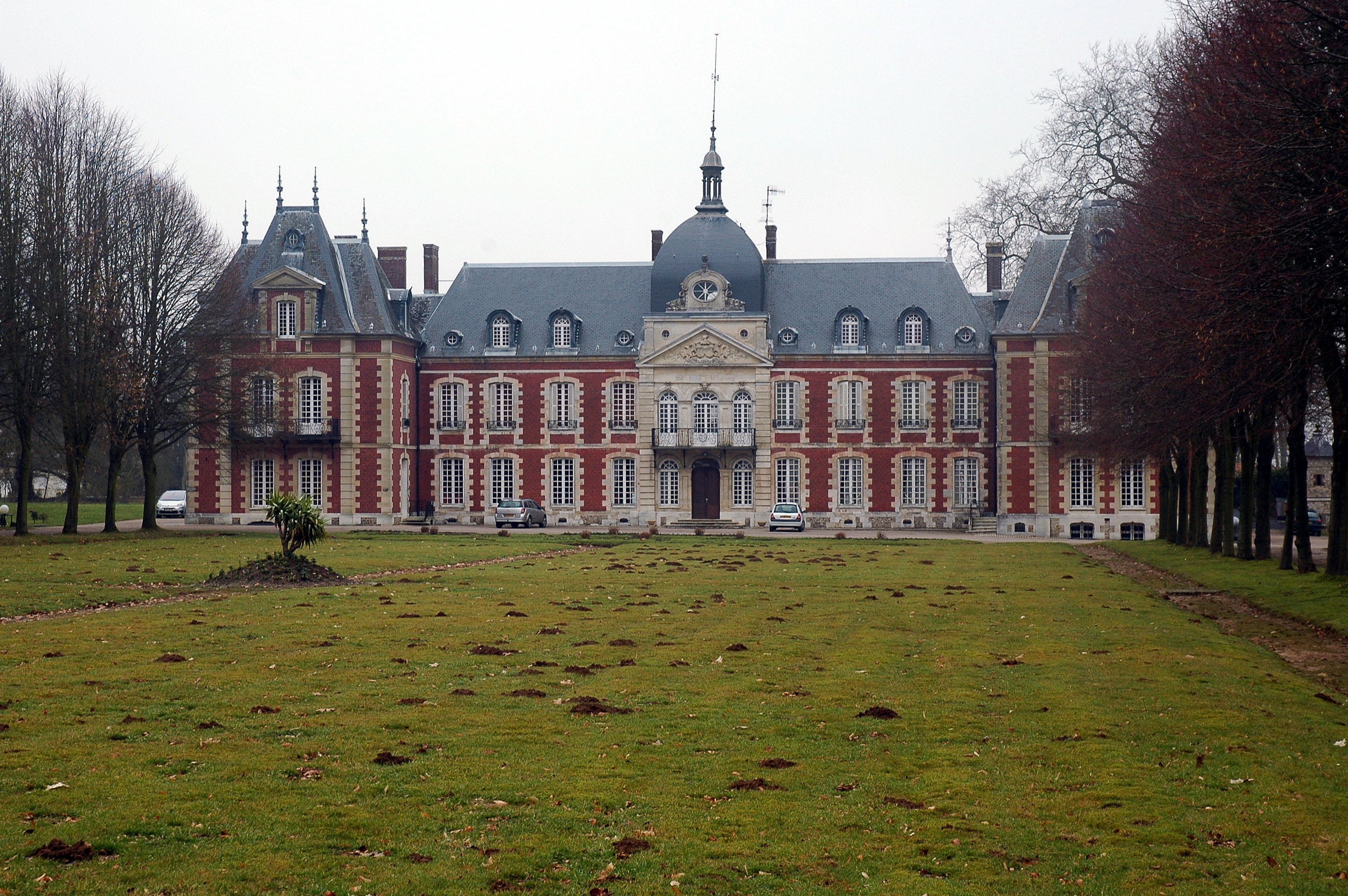
Schloss Bois-Himon
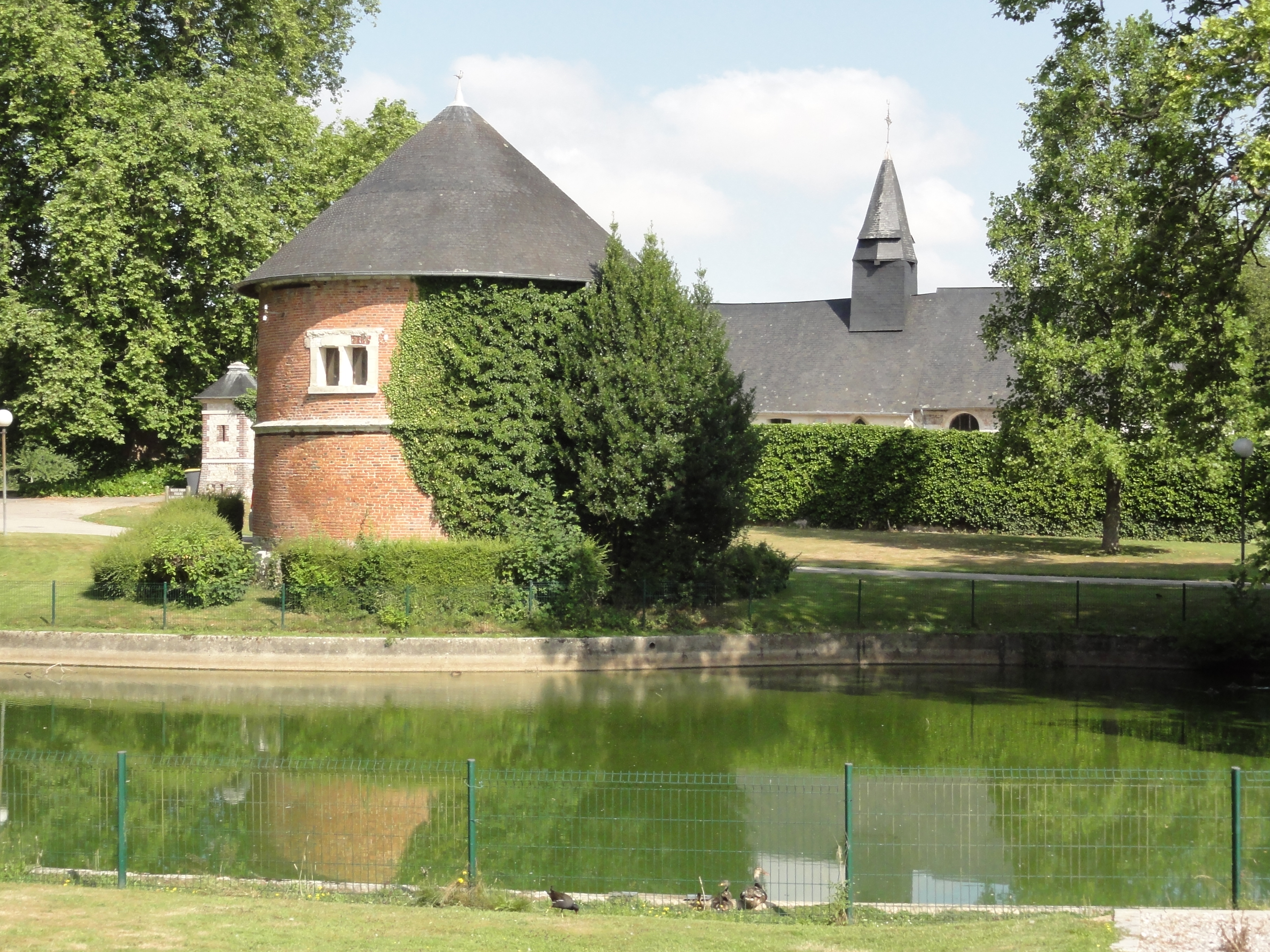
Taubenschlag des Schlosses
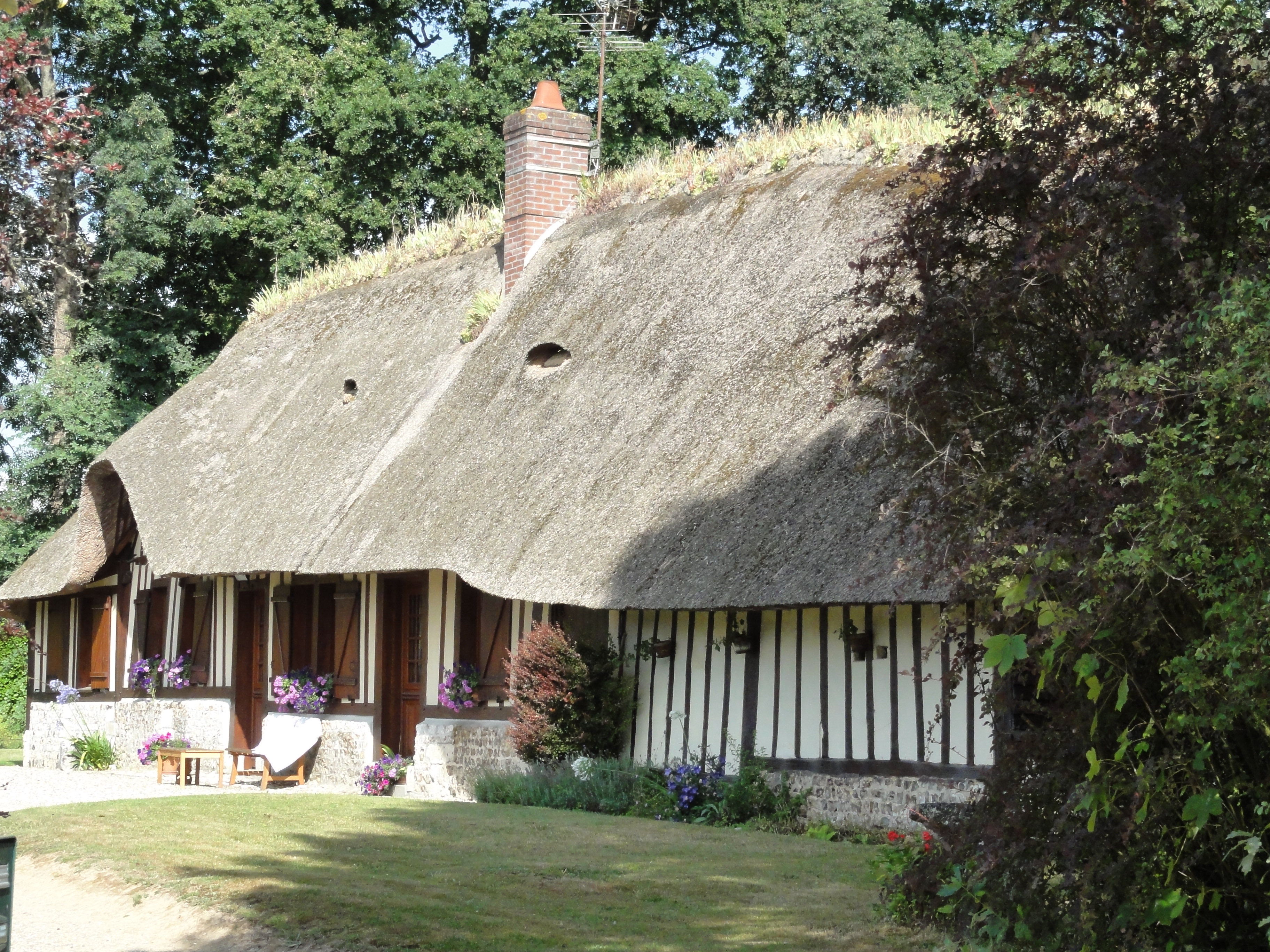
Chaumière